# Cyanea pycnocarpa
Cyanea pycnocarpa är en klockväxtart som först beskrevs av Wilhelm B. Hillebrand, och fick sitt nu gällande namn av Franz Elfried Wimmer. Cyanea pycnocarpa ingår i släktet Cyanea, och familjen klockväxter. Inga underarter finns listade i Catalogue of Life.